# Терис
Терис (каз. Теріс) — село в Жуалынском районе Жамбылской области Казахстана. Административный центр Кокбастауского сельского округа. Код КАТО — 314247100.

## Население
В 1999 году население села составляло 522 человека (257 мужчин и 265 женщин). По данным переписи 2009 года, в селе проживало 907 человек (452 мужчины и 455 женщин).